# Gudea seduto
La statua di Gudea seduto è un reperto sumerico in diorite (h. 46 cm) databile al 2125-2110 a.C. circa e conservato nel Museo del Louvre, a Parigi. Ha come numero di inventario AO 3293 per la testa e AO 4108 per il corpo.

## Storia
Gudea fu un importante principe della città sumera di Lagash, vissuto nel XXII secolo a.C. e distintosi per la fondazione di templi e per gli slanci verso la produzione letteraria, tanto che per la sua epoca si è parlato di un "Rinascimento sumerico".
Dopo la sua morte fu oggetto di devozione, come testimoniano alcuni testi rinvenuto su cilindri di argilla e le numerose statue che lo rappresentano in posizione orante e di raccoglimento.
La testa di questa statua di medie dimensioni venne rinvenuta da archeologi francesi (scavi Ernest de Sarzec) nel 1877 a Telloh (antica Girsu), e solo nel 1903 venne recuperato anche il corpo e ricongiunto (scavi Gaston Cros). Ciò ne fa l'unico reperto pressoché integro delle collezioni francesi, poiché tutte le statue di questo genere furono decapitate in epoca antica. Inoltre, all'epoca del suo ritrovamento, fu un reperto di eccezionale valore perché spostò indietro al III millennio a.C. la comparsa della scultura monumentale in Mesopotamia, che all'epoca si faceva risalire all'epoca assira, nel I millennio a.C.

## Descrizione

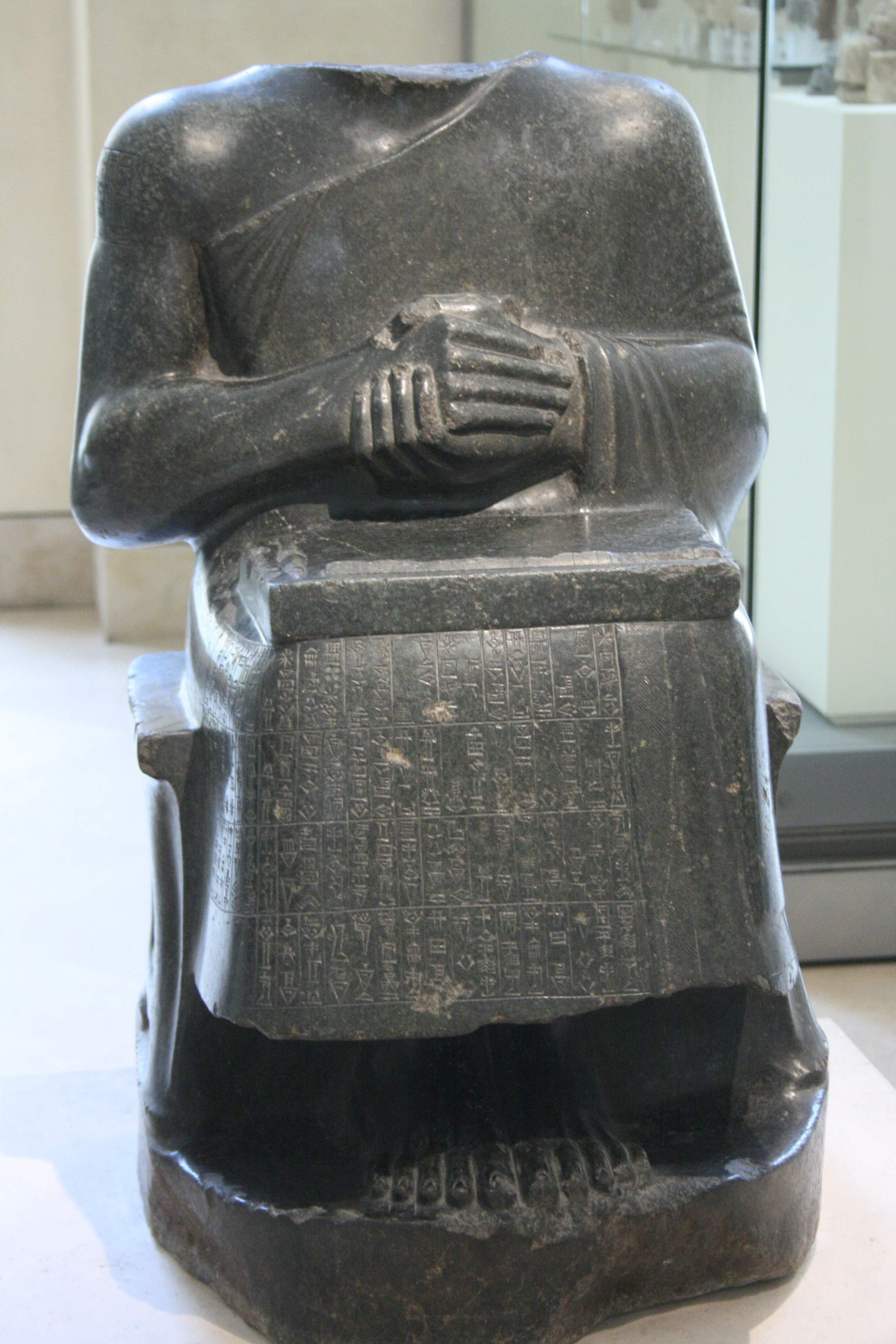
L'"Architetto con regolo"

Il principe è ritratto seduto, indossante una veste di alto rango annodata sulla spalla sinistra e che lascia scoperta quella destra. In testa ha un corpicapo a calotta semisferica con un risvolto cilindrico: nella realtà poteva essere di lana o di pelo, mentre la veste era forse di lino. Sulla sottana si trova una lunga iscrizione cuneiforme che ricorda la costruzione del tempio dedicato a Ningirsu, di cui è presente in un'altra statuetta simile anche una pianta stilizzata, che Gudea tiene sulle ginocchia (il cosiddetto "Architetto con regolo", AO 3) all'altezza delle ginocchia.
Le mani sono raccolte vicino alla vita, lo sguardo è rivolto frontalmente con una fissità ieratica. Il naso è danneggiato. Le proporzioni delle diverse parti sono antinaturalistiche: il collo sembra quasi assente e la testa è troppo grande per un corpo molto piccolo. Questo perché corrisponde alla tradizione scultorea di questa civiltà, legata a proporzioni gerarchiche, e attenta a una resa volumetrica compatta delle figure.
Il sedile è uno sgabello con due sostegni laterali, realizzati a bassorilievo.